# ATAC-seq
ATAC-seq (Engels: Assay for Transposase-Accessible Chromatin using sequencing) is een relatief nieuwe moleculaire laboratoriumtechniek die het mogelijk maakt om de plaatselijke dichtheid van het chromatine in kaart te brengen. Over het algemeen wordt compacte chromatine geassocieerd met transcriptionele inactieve regionen binnen het DNA terwijl open chromatine voornamelijk in verband wordt gebracht met transcriptionele actieve regionen binnen het DNA.
Het combineren van sequencingtechnieken zoals ChIP-sequencing en RNA-sequencing biedt wetenschappers de mogelijkheid om specifieke DNA-regionen te onderzoeken die een essentiële rol kunnen spelen in bepaalde cellulaire processen zoals gentranscriptie.